# 合調語
合調語（ごうちょうご）とは、モールス符号を暗記する際に用いる、その文字が頭文字でリズムが符号と同じ単語を選んだもの、いわゆる語呂合わせである。例えば、Aをモールス符号で表すとトツー（・－）と聞こえるので、これと同じリズムを持つAで始まる単語、アレー（亜鈴）で置き換えることで、音響から文字の連想を図る。
合調語の暗記に頼りすぎると、特にスピードが速いモールス符号を受信する場合、符号が示す文字ではなく合調語の単語が連想され、混乱しやすくなるので、実用の通信が目的の場合は注意を要する。

## 一例
ここでは欧文合調語についてその一例を記載する。
和文合調語については外部リンク参照、考案された時代に合わせた語呂合わせなので「数字の４」の合調語「ヨツヤクチョー」の四谷区は現在存在していない等、習得を目指す者を困惑させる場合もあるので注意が必要である。
あまり一般的ではないが、単語の末尾の文字が符号に対応する合調語もある。
| 文字 | 符号     | 末尾に符号が対応する例               | 先頭に符号が対応する例                                                 |
| ---- | -------- | ------------------------------------ | ---------------------------------------------------------------------- |
| A    | ・－     | アメェー（甘ぇー）                   | ア・ロー（矢の英単語Arrow）                                            |
| B    | －・・・ | ノーシダビ（脳死荼毘）               | ビー・ク・ラ・ス（Bクラス）                                            |
| C    | －・－・ | ノーシケーシ（脳死軽視）             | シー・ノ・コー・ス（Cのコース）                                        |
| D    | －・・   | ノーシダ（脳死だ）                   | デー・グ・ミ（D組）                                                    |
| E    | ・       | エ（絵）                             | エ（Eをローマ字読みした場合の「エ」）                                  |
| F    | ・・－・ | アイユーフ（愛友婦）                 | エ・フ・ボー・ト（Fボート）                                            |
| G    | －－・   | ノーメージ（No明治）                 | ジー・ボー・ト（Gボート）                                              |
| H    | ・・・・ | アイスハ（アイス派）                 | エ・チ・ゴ・ジ （越後路、エチゴの語呂がエイチと似ている為）            |
| I    | ・・     | アイ（愛）                           | ア・イ（Iを英語読みした場合の「アイ」）                                |
| J    | ・－－－ | アメーワージェー（甘めーわーJ）      | ジ・エー・ホー・ホー （自衛方法、自衛をローマ字書きのJIEI）            |
| K    | －・－   | ノーシケー（脳死系、No死刑）         | ケー・シ・チョー （警視庁、ローマ字書きのKEISHICHO）                   |
| L    | ・－・・ | アメーエル（甘めーL）                | エ・ルー・エ・ル（Lを英語読みした場合の「エル」）                      |
| M    | －－     | ノーメー（No名、No命）               | メー・ター（計器の英単語METER）                                        |
| N    | －・     | *ノーシ（脳死）                      | エー・ヌ（Nを英語読みした場合の「エヌ」）                              |
| O    | －－－   | ノーメーオー（No冥王）               | オー・ヨー・ホー （応用法、ローマ字書きのOUYOUHOU）                    |
| P    | ・－－・ | アメーワープ（甘めーワープ）         | プ・レー・ボー・ル （PLAYBOLLの日本語口語読み）                        |
| Q    | －－・－ | ノーメーシキュー（No命至急）         | キュー・キュー・シ・キュー （救急至急、救急の「救」とQの語呂合わせ）   |
| R    | ・－・   | アメール（甘ぇーる、あmail）         | リ・コー・ダ （「利口だ」、ローマ字書きのRIKOUDA）                     |
| S    | ・・・   | アイス（ice）                        | エ・ス・ジ（S字）                                                      |
| T    | －       | ティー（Tea）                        | ティー（茶の英単語Tea）                                                |
| U    | ・・－   | アイユー（愛友）                     | ウ・タ・ゴー （疑う、ローマ字書きのUTAGOU、和文の「ウ」と同じ）        |
| V    | ・・・－ | アイスヴィー（アイスV）              | ヴィ・ク・ト・リー（勝利の英単語VICTORY）                              |
| W    | ・－－   | アメーワー（甘めーわー）             | ダ・ブー・リュー （Wを英語読みした場合の「ダブリュー」）               |
| X    | －・・－ | ノーシダメー（脳死ダメー）           | エー・ク・ス・レー （エックス線の英単語X-ray）                         |
| Y    | －・－－ | ノーシケーヨー（脳死形容、No死刑用） | ワー・イ・ワー・ワー （Yの英語読み「ワイ」から始まる喧騒を表現した様） |
| Z    | －－・・ | ノーメージザ（No明治座）             | ゼー・トー・イ・ツ （税統一、ゼー・トーイツの語呂がZと似ている為）     |

## 日本以外の「合調語」
日本以外でも、モールス符号の記憶に合調語的な手段が用いられる。 フランスには、単語のo（オー）とon（オン）を長点、それ以外の音節を短点に対応させる方法がある。[:fr]
たとえば、R ・－・ には rigoler（笑う）［ʁi.ɡɔ.le］を対応させる。 「ɡɔ」で長点を、それ以外の「ʁi」「le」で短点を表す。 日本の合調法で「リ・コー・ダ」や「レ・コー・ド」と唱えるように、「リ・ゴー・レ」と発音 して ・－・ を覚える。 対応する単語がいろいろあるのは日本の場合と同様である。
ただこの「合調語」は、受信の際にも使えるかどうかは疑問である。 たとえば Ｌ ・－・・ に limonade を対応させた場合、普通の発音は 「リ・モ・ナード」であり（リモーナドではない）、・・－・ のＦのようにも聞こえる。